# Endimione (Métastase)
Versions successives
Personnages
- Diana, déesse de la chasse
- Endimione, chasseur
- Nice, nymphe compagne de Diana
- Amore, dieu de l'amour, déguisé en chasseur sous le nom d'Alceste

Airs
- Carie, au pied des monts Latmos
- Temps mythologiques

Endimione est le livret d'une serenata en deux parties de Pietro Metastasio mis en musique à de nombreuses reprises tout au long du XVIIIe siècle.

## Première
Le jeune Métastase de 22 ans écrit à partir de 1720 le livret de l'Endimione, première de ses serenate (ne pas confondre avec la sérénade) napolitaines, pour le mariage du prince de Belmonte, Antonio Pignatelli, avec Anna Francesca Pinelli di Sangro. Il le dédie à la sœur du marié, Marianna Pignatelli, comtesse d'Althann (de), dame d'honneur de l'impératrice Élisabeth, dont il sollicite la protection par ses louanges. Mise en musique par Domenico Sarro, son action pastorale est jouée pour les noces le 30 mai 1721 à Naples,,.

## Intrigue
L'action se déroule en Carie, au pied des monts Latmos. La jeunesse et la beauté d'Endymion, roi d'Élis, chasseur ou berger selon les mythes, ont attiré l'attention de Séléné, la déesse de la Lune. Dans les récits ultérieurs, Diane, déesse romaine de la chasse, équivalent de la grecque Artémis, a remplacé Séléné. Le livret de la serenata de Métastase décrit leur première rencontre et les intrigues de Cupidon. Le destin d'Endymion plongé dans un sommeil éternel pour préserver sa beauté et sa jeunesse comme les visites nocturnes de Diane ne sont pas exploités par Métastase. L'intrigue qui suit est basée sur le texte intégral du livret en italien édité par le Projet Gutenberg.

### Première partie
Buissons de lauriers dans la campagne
Diana, la déesse de la chasse, est en colère contre sa nymphe favorite Nice. Elle la soupçonne d'être tombée amoureuse et d'avoir enfreint la loi de chasteté. Nice ne parvient pas à convaincre Diana du contraire. Amore, le dieu de l'amour, Amore apparaît sous la forme du berger Alceste et offre son amitié à Diana. Du fait de sa jeunesse, la déesse lui pardonne d'avoir bravé son interdiction d'aimer.
Pendant ce temps, Nice retrouve Endimione. Il refuse brutalement son souhait de se reposer avec lui un instant, affirmant que son seul amour est la chasse. Après le départ attristé de Nice, Endimione heureux d'être enfin seul, va dormir dans un endroit ombragé. Amore, qui l'a observé, se cache à proximité. Il attend une occasion de se venger. Diana s'approche, voit Endimione dormir et tombe amoureuse de lui sur-le-champ. Endimione, poursuivi par Nice dans son rêve, prononce son nom et, se réveillant, aperçoit Diana et, effaré, la supplie de lui pardonner sa transgression. Puis lui aussi tombe peu à peu sous son charme. Cependant, craignant de la mettre en colère, il nie ses sentiments et reste inébranlable même après qu'elle lui ait déclaré son amour.

### Seconde partie
Une forêt
Diana retourne dans son royaume avec son amant Endimione. Elle s'inquiète peu de la façon dont les autres dieux prendront son revirement : puisqu'elle a elle-même donné le gage de fidélité, elle peut le reprendre de même. Après le départ d'Endimione, Amore vient raconter à Diana la relation entre Endimione et Nice, qui viennent de se rencontrer sous les lauriers pour parler de leur amour. Avec colère, Diana jure de se venger, et les railleries d'Amore sur la jalousie enflamment encore plus sa colère. Amore voit sa victoire approcher.
Nice, repoussé par Endimione, tente de gagner Alceste (Amore), mais il la rejette, affirmant qu'il est déjà amoureux d'Endimione. Nice est submergée par des émotions contradictoires. Quand Endimione lui pose des questions sur Diana, elle n'a que des mots de colère pour lui.
Nice avoue à Diana son amour malheureux pour Endimione. Ils sont interrompus par Alceste (Amore), qui rapporte qu'Endimione a été attaqué par un sanglier et mortellement blessé. Désespérée, Diana admet que l'amour a gagné. Elle demande à Alceste de l'emmener à Endimione pour qu'elle puisse lui dire adieu. Puis Endimione lui-même vient à eux indemne. Alceste admet avoir menti et leur révèle sa véritable identité. Diana et Endimione se sont maintenant retrouvés et ne voient aucune raison de blâmer Amore pour sa ruse. Seul Nice, méprisée, est abattue. Pour la consoler, Diana lui permet d'aimer qui elle veut, pourvu qu'elle lui laisse Endimione.

## Compositions successives
Endimione est mis en musique à de nombreuses reprises sous divers titres et appellations génériques tout au long du XVIIIe siècle.
| Compositeur                                           | Date et lieu de la première                         | Ville              | Commentaire | Page titre |
| ----------------------------------------------------- | --------------------------------------------------- | ------------------ | --- | ---------- |
| Domenico Sarro                                        | 30 mai 1721,                                        | Naples             | Serenata Pour le mariage d'Antonio Pignatelli, prince de Belmonte, avec Anna Francesca Pinelli di Sangro.                                                                                          |            |
| Antonio Bioni (de)                                    | 7 janvier 1727, Theater im Ballhaus                 | Breslau            | Libretto possiblement remanié par Francesco Mazzari. |            |
| Giuseppe Maria Buini                                  | 1729, Teatro Formagliari,                           | Bologne            | Le castrat Giovanni Battista Mancini (de) qui a chanté le rôle d'Amore dans cette représentation est parfois crédité comme le compositeur de l'œuvre.                                              |            |
| Domenico Alberti                                      | 1737                                                | Venise             | |            |
| Giovanni Battista Pescetti                            | 1er décembre 1739, petit théâtre du Haymarket,      | Londres            | Serenata Diana e Endimione. |            |
| Daniel Gottlieb Treu (de)                             | 1741,                                               | Hirschberg         | Serenata Attribution incertaine. |            |
| Andrea Bernasconi                                     | 13 février 1742, Teatro San Giovanni Crisostomo,    | Venise             | Serenata Révisée en 1756 ou 1766 au Neuen Hoftheater de Munich. |            |
| Johann Adolf Hasse                                    | Juillet 1743                                        | Naples (?)         | Festa teatrale Probablement aussi à Varsovie dans les années 1750. |            |
| Anonyme                                               | 1746, Teatro Coletti,                               | Florence           | Édité par Caldari sous le titre de Le gare fra gli dei |            |
| Giovanni Battista Mele (de)                           | Printemps 1749, Buen Retiro,                        | Madrid             | Serenata Endimion y Diana L'œuvre exécutée en 1755 et le 16 octobre 1756 sous le titre d'Indimión y Diana (copie de J. Herrando) est probablement celle mise en musique par Mele.                  |            |
| Manuel Pla (partie 1) et Francesco Montali (partie 2) | 1752, dans l'un des palais royaux                   | Madrid ou Aranjuez | Serenata (cantata a cinque voci) El Endimion. |            |
| Nicola Conti                                          | 26 juillet 1752,                                    | Naples             | Attribution incertaine. Possible adaptation de la serenata de Manuel Pla et Francesco Montali. |            |
| Ignazio Fiorillo                                      | 1754,                                               | Brunswick          | Révisée en 1763 à Cassel sous le titre de Diana ed Endimione. |            |
| Nicola Sabatino                                       | 1758, Académie de musique                           | Dublin             | Serenata. |            |
| Niccolò Jommelli                                      | Printemps 1759, théâtre de cour,                    | Stuttgart          | Première version. Pastorale, Endimione, ovvero Il trionfo d'Amore |            |
| Nicola Conforto                                       | 18 février 1764, maison de l'ambassadeur Rosenberg, | Madrid             | Serenata. |            |
| Giuseppe Sigismondo                                   | 1764–1765,                                          | Naples             | Cantata Également en 1767 Vienne. |            |
| Antonio Rugarli                                       | 1769, Teatro Sanvitale,                             | Parme              | Componimento pastorale en trois actes. |            |
| Anonyme                                               | 1769                                                | Coblence           | |            |
| Johann Christian Bach                                 | 6 avril 1772, théâtre royal d'Haymarket,            | Londres            | Serenata Révisée par Niccolò Jommelli (musique) et Giovan Gualberto Bottarelli (livret) comme azione drammatica teatrale per musica le 24 juillet 1773 et en 1774, au théâtre de cour de Mannheim. |            |
| Joseph Aloys Schmittbaur (de)                         | 1772,                                               | Karlsruhe          | Livret édité anonymement sous le titre d'Endymion, opéra en un acte. |            |
| Michael Haydn                                         | 17 novembre 1776,                                   | Salzbourg          | Serenata Dès 1773 selon l'Université Western Ontario. |            |
| Niccolò Jommelli                                      | 29 juin 1780, Palazzo Queluz,                       | Lisbonne           | Deuxième version Serenata per musica L'Endimione |            |
| Pietro Guglielmi                                      | 28 septembre 1781, Accademia di Dame e Cavalieri,   | Naples             | Componimento drammatico Livret édité par Luigi Serio sous le titre de Diana amante. |            |
| João de Sousa Carvalho                                | 25 juillet 1783, Palazzo Queluz,                    | Lisbonne           | Dramma per musica |            |
| Gaspare Rugarli                                       | 1795                                                | Parme              | |            |

## Discographie
Endimione tombe dans l'oubli pendant deux-cents ans avant d'être ressuscité par deux enregistrements à la fin du XXe siècle et au début du XXIe siècle, l'un dans la version de Johann Christian Bach, l'autre dans celle de Michael Haydn.
- 1999 : Johann Christian Bach, VokalEnsemble Köln, Cappella Coloniensis, Bruno Weil (dir.), Jörg Waschinski (Amore, sopraniste), Vasiljka Jezovšek (Diana, soprano), Ann Monoyios (Nice, soprano) et Jörg Hering (Endimione, ténor), Deutsche Harmonia Mundi (de) 05472 77525 2 (2 CD) ; prix ECHO Klassik 2000 dans la catégorie « Enregistrement d'opéra de l'année »[33].
- 2018 : Michael Haydn, Salzburger Hofmusik (de), Wolfgang Brunner (de), Aleksandra Zamojska (Diana, soprano), Ulrike Hofbauer (de) (Nice, soprano), Lydia Teuscher (de) (Amor, soprano), Nicholas Spanos (Endimione, contreténor), cpo 555 288-2 (2018/2021)[34].

## Livrets numérisés
1. ↑  (it) « Livret de la serenata mise en musique par Andrea Bernasconi, Munich 1766 », sur digitale-sammlungen.de
2. ↑  (it) « Livret de la serenata mise en musique par Antonio Rugarli, Parme 1769 », sur bibliotecamusica.it
3. ↑  (it) « Livret de la serenata mise en musique par Johann Christian Bach, Londres 1772 », sur gallica.bnf.fr
4. ↑  (it) « Livret de la serenata mise en musique par Niccolò Jommelli, Lisbonne 1780 », sur objdigital.bn.br
5. ↑  (it) « Livret de la serenata mise en musique par Pietro Guglielmi, Naples 1781 », sur archive.org
6. ↑  (it) « Livret de la serenata mise en musique par João de Sousa Carvalho, Lisbonne 1783 », sur objdigital.bn.br.